# Елизаветинка (Оренбургская область)
Елизаветинка — село в Адамовском районе Оренбургской области, на р. Урус-Кескен. Административный центр Елизаветинского сельсовета.

## История
Село основано в 1836 г. как казачья станица на возводимой Орской укрепленной линии. Названа она была в честь императрицы Елизаветы. К 1891 году в станице было уже 82 двора, в которых проживало 508 человек. Советская власть установлена в 1919 г. В 1929 г. создан колхоз « Путь к социализму», а в 1934 г. Каиндинская МТС. Каиндинская МТС обслуживала колхозы «Путь к социализму» (с. Елизаветинка), колхоз «Энбекши» (с. Мироновка — ныне 2-е отделение хозяйства), колхоз «Имени Будённого» (с. Баймурат — ныне 3-е отделение хозяйства), колхоз «Кос-Куль», колхоз «Кусем», колхоз «Имени Джальгильдина», колхоз «Имени Ленина», колхоз «Имени Шубартау», колхоз «Имени Куйбышева», колхоз «Имени Голощекина». В 1957 г. на базе колхозов обслуживаемых Каиндинской МТС создается совхоз «Советская Россия». В 1979 году совхоз преобразован в опытно-производственное хозяйство областного Объединения «Южный Урал».

## Население
| 2010 |
| ---- |
| 1149 |